# Rudolf Baumgart
Rudolf Baumgart (* 27. September 1927) ist ein ehemaliger deutscher Fußballspieler, der von 1949 bis 1952 für Einheit/Fortschritt Meerane in der DDR-Oberliga, der höchsten Spielklasse im DDR-Fußball, aktiv war.

## Sportliche Laufbahn
Mit der Sportgemeinschaft Einheit Meerane wurde der 21-jährige Rudolf Baumgart 1949 Vizemeister der sächsischen Fußballmeisterschaft. Damit hatten sich die Meeraner zum zweiten Mal nach 1948 für die Ostzonenmeisterschaft qualifiziert, in der sie bis ins Halbfinale vorstießen. Gleichzeitig war die Mannschaft für die erste Saison der neu eingeführten Ostzonenliga (später DDR-Oberliga) startberechtigt. Die bisherige Sportgemeinschaft ging im September in die Spielzeit 1949/50 als Betriebssportgemeinschaft (BSG) Einheit und mit Verteidiger Baumgart im Kader. Dieser wurde in den 26 Punktspielen 17-mal eingesetzt, wobei er in der Rückrunde mehrere Spiele aussetzen musste. Als er im letzten Saisonspiel ausnahmsweise im Mittelfeld aufgeboten wurde, gelang ihm sein erstes Tor im DDR-weiten Erstligafußball. In der Saison 1950/51, in deren Verlauf die Meeraner BSG in Fortschritt Meerane umbenannt wurde, kam Baumgart erst vom 7. Spieltag an zum Einsatz, bestritt danach aber bis auf eine Partie die restlichen Spiele in der nun als DDR-Oberliga betitelten Spielklasse und kam so auf 27 der 34 ausgetragenen Punktspiele. Obwohl Baumgart in seiner dritten Erstligasaison 1951/52 mit 33 Einsätzen in 36 Punktspielen persönlich das beste Oberligaergebnis erzielte, endete die Saison für die BSG Fortschritt mit dem Abstieg aus der Oberliga negativ. Die Meeraner brauchten jedoch nur ein Jahr, um als Staffelsieger in der DDR-Liga wieder in die Oberliga zurückzukehren. Baumgart war daran mit 23 von 24 Spielen und vier Toren beteiligt. Abgesehen von drei Begegnungen am Ende der Hinrunde konnte Baumgart in seiner vierten Oberligasaison 1953/54 alle übrigen Spiele absolvieren und erzielte mit sechs Treffern die meisten Saisontore seiner Oberligakarriere. Diese musste er 1954/55 vorzeitig beenden, denn er konnte nur noch bis zum 15. Spieltag eingesetzt werden, und am Saisonende stand die BSG Fortschritt erneut als Absteiger fest. Im Herbst 1955 wurde im DDR-Fußball eine Übergangsrunde zum Wechsel vom Sommer-Frühjahr-Rhythmus zur Kalenderjahrsaison ausgetragen. In der DDR-Liga musste Fortschritt Meerane 13 Spiele bestreiten, in denen Baumgart siebenmal aufgeboten wurde. In den folgenden Spielzeiten 1956 und 1957 war Baumgart nur einmal bzw. neunmal einsatzfähig und ging 1958 im Alter von 31 Jahren in seine letzte DDR-weite Saison. Er schwang sich noch einmal zur alten Leistungsstärke auf und konnte in 23 der 26 DDR-Liga-Spiele mitwirken. Danach beendete er seine Laufbahn als Leistungssportler, in der er 115 Oberligaspiele mit acht Toren und 63 DDR-Liga-Spiele mit vier Toren bestritten hatte. 1949 hatte er darüber hinaus in der Landesauswahl Sachsen mitgespielt.